# Тор (ЗРК)
«Тор» (індекс ГРАУ — 9К330, за класифікацією НАТО — SA-15 Gauntlet) — всепогодний тактичний зенітний ракетний комплекс, призначений для вирішення завдань протиповітряної і протиракетної оборони на рівні дивізійної ланки.
Система «Тор» призначена для прикриття важливих адміністративних, економічних і військових об'єктів, перших ешелонів сухопутних військ від ударів протирадіолокаційних і крилатих ракет, дистанційно пілотованих літальних апаратів, авіабомб що планують (керованих авіабомб), літаків і вертольотів, в тому числі і виконаних по технології «стелс». Може працювати як в ручному, за участю операторів, так і повністю автоматичному режимі. При цьому система «Тор» сама контролює окреслений повітряний простір і самостійно збиває всі повітряні цілі, що не упізнані системою «свій-чужий».

## Історія створення
Робота над новим комплексом розпочалась в 1972 році в НДЕМІ з НДР «Тор» (замовлення 038). Відповідальний виконавцем був призначений Дрізе І. М. У 1975 році було видане тактико-технічне завдання, а в 1976 році — захищений ескізно-технічний проект. Головний конструктор ЗРС «Тор» — Єфремов Веніамін Павлович. Комплекс взято на озброєння 19 березня 1986 року.

## Опис конструкції
Основним режимом роботи комплексу «Тор» є окрема робота кожної батареї, проте існує і режим централізованого керування начальником ППО дивізії або командира зенітно-ракетного полку. Ймовірність враження однією ракетою цілі типу «літак» становить від 30 до 77 %, гелікоптери вражаються з ймовірністю 50-88 %, безпілотні літальні апарати — 85-95 %. Забезпечує захист від цілей, що рухаються зі швидкостями до 700 м/с, на відстані від 0,5 до 12 км і на висотах від 10 м до 6 км. Переведення із похідного в бойове положення триває до 3 хвилин. Час реакції комплексу — 8-12 секунд.

## Склад

### Бойова машина 9А330

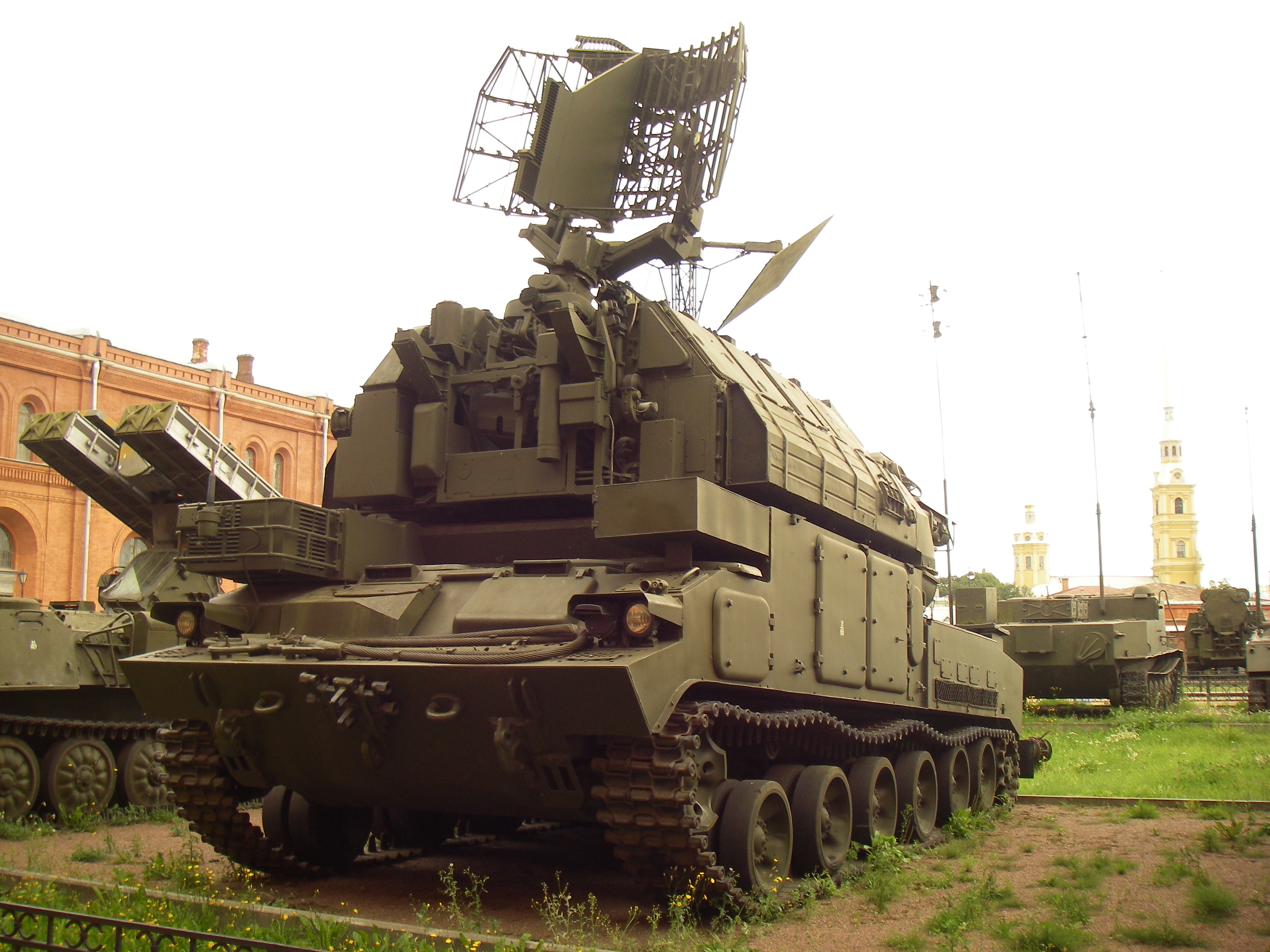
Бойова машина 9А330 на шасі виробництва Мінського тракторного заводу

Основною одиницею комплексу «Тор» є бойова машина. До складу бойової машини входять станція виявлення цілей, станція наведення, ЕОМ, пускова установка, інша апаратура (стартова автоматика, система топологічного прив'язування і навігації, газотурбінний енергоагрегат для автономного електричного живлення та система життєзабезпечення). Все обладнання бойової машини встановлене на гусеничне шасі «Об'єкт 355», уніфіковане з шасі бойової машини 2С6 ЗПРК 2К22 «Тунгуска». На бойовій машині розташовано 8 ЗКР 9М330. Старт ракет відбувається вертикально за аналогією з ЗРС С-300 для захисту від кліматичних чинників, а також від осколків бомб і снарядів. Став першою системою ближнього бою в світі з вертикальним стартом.

### Станція виявлення цілей (СВЦ)
Когерентно-імпульсна радіолокаційна станція кругового огляду вирішує задачі виявлення повітряних цілей і видає їхні координати місце знаходження. Станція обладнана системою розпізнавання «свій-чужий». Працює в сантиметровому діапазоні хвиль з окремим керуванням за кутом місця променем. Водночас може здійснювати огляд кута місця одразу трьома променями, черговість встановлюється з допомогою ЕОМ. Кожен промінь завширшки 4° за кутом місця і 1,5° за азимутом. Один промінь здатен перекрити сектор в 32° за кутом місця. В основному режимі темп перегляду зони виявлення складає три секунди, при цьому нижня частина зони сканується двічі. Додатково, наявний режим огляду трьома променями з темпом в 1 секунду. Відмітки з координатами виявлених цілей зав'язуються в траси. Всього станція виявлення цілей може зв'язати 10 трас по 24 виявлених цілях.
Мішені з векторами швидкості, номерами трас, ступенем небезпеки та номером променя, у якому знаходиться ціль, відображаються на індикаторі командира бойової машини. За наявності потужних пасивних перешкод наявна можливість блокування проблемної ділянки огляду і введення в ЕОМ координат цілі за допомогою ручного накладання маркера і ручного знімання координат. Максимальні помилки при визначенні координат не перевищують половину роздільної здатності станції виявлення цілей. Роздільна здатність: не гірше 1,5-2° за азимутом, 4° — за кутом місця, і 200 метрів — за відстанню. Ймовірність виявлення літака типу F-15 на висоті від 30 до 6000 метрів та відстані 25-27 км складає 80 %. Безпілотні літальні апарати можливо виявити на відстані від 9 до 15 км з ймовірністю 70 %. Гелікоптери, що знаходяться на землі, з вимкненими гвинтами на відстані 6—7 км можуть бути виявлені з ймовірністю 40—70 %, завислі в повітрі на відстані 13—20 км — 60-80 %, при виконанні підстрибування на висоту 20 м при відстані 12 км — не менше 60 %. Для вчасного виявлення цілей використовується захист від протирадіолокаційних ракет.

### Станція наведення
Когерентно-імпульсна радіолокаційна станція призначена для виявлення і автосупроводу однієї цілі по трьох координатах з допомогою моноімпульсного методу, і наведення однієї або двох ракет на ціль після запуску. Працює в сантиметровому діапазоні хвиль. Конструкція РЛС являє малоелементну (570 елементів) фазовану антенну решітку, здатну формувати промінь завширшки 1° за кутом місця і азимуту.
Станція наведення забезпечує електронне сканування і пошук цілей в секторі 3° за азимутом і 7° за кутом місця.
Через єдиний передавач антенної решітки здійснюється передача на борт ракети команд наведення, крім того, здійснюється водночас визначення координат цілі і ракет, що на неї наводяться. За складних умов з радіозавадами або ж для цілей на надмалій висоті можливе застосування дублюючого телевізійного каналу наведення.
Середньоквадратична похибка при супроводі ЗКР не перевищує 2,5 метрів, при автосупроводі винищувачів — не більше 7 метрів за відстанню і 30 м/с за швидкістю. Роздільна здатність: не гірше 1° за азимутом і куту місця, 100 метрів — за відстанню.

### ЗКР 9М330
Основні характеристики 9М330

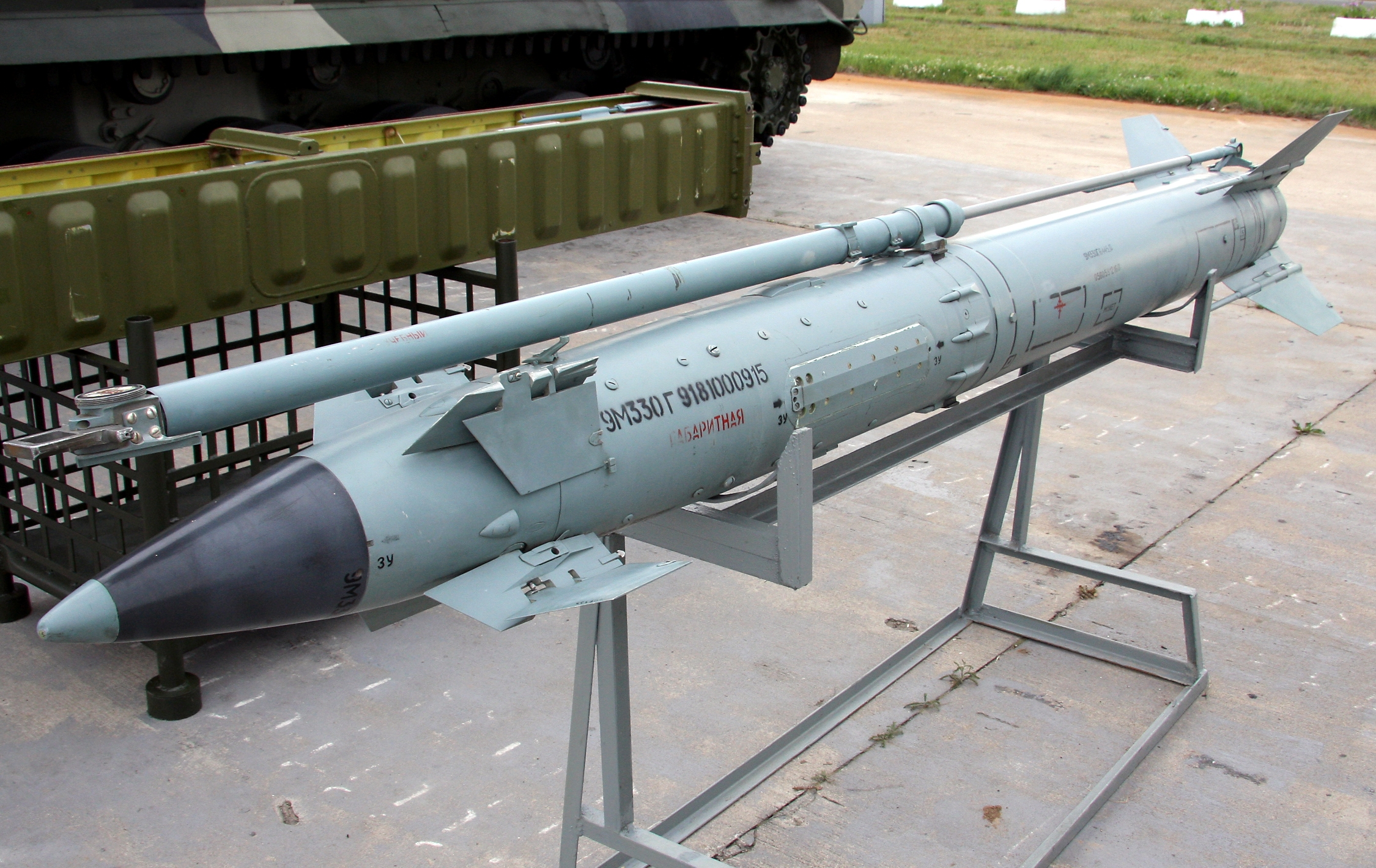
Зенітна керована ракета 9М330

- Призначення: Зенітна керована ракета
- Розробник: МКБ «Факел»
- Маса спорядженої, кг: 165
- Діаметр, мм: 230
- Довжина, мм: 2890
- Розмах крила, мм: 650
- Відстань пуску макс.:

- - в передній напівсфері, км: 12,0
- Швидкість польоту цілі, км/год: 2520
- Швидкість польоту, М: 2,11..2,41
- Бойова частина: 14,8 кг
- Наведення: радіокомандне
- Підривач: радіопідривач
- Носії: 9А330, 3К95
- Модифікації: 9М330, 9М330-2, 9М331, 9М331-2, 9М332

У пусковому контейнері бойової машини розміщено зенітні керовані ракети 9М330. Антенне та пусковий прилад створюють єдину конструкцію, що обертається навколо вертикальної осі. ЗКР 9М330 виконана за конструктивною схемою «качка». Під час старту ракети викидаються катапультним пристроєм із контейнера зі швидкістю 25 м/c, потім розкриваються складені крила. Для схилення ракети на заданий кут у основи аеродинамічного керма встановлений спеціальний газогенератор. В залежності від потрібного повороту керма перекривають газоходи, що ведуть до сопел. На висоті 16-21 м вмикається двигун і через 1,5 км ракета сягає швидкості 700—800 м/с. На відстані 250 метрів вмикається режим командного наведення. В залежності від швидкості зближення з ціллю з метою оптимального знищення зі станції наведення на борт ЗКР передають значення затримки підривача. При роботі на малих висотах існує можливість вибору поверхні та ініціації підривача при контакті з самою ціллю. В ракеті використаний твердопаливний ракетний двигун.

## Модифікації

### ЗК95 «Кинджал»

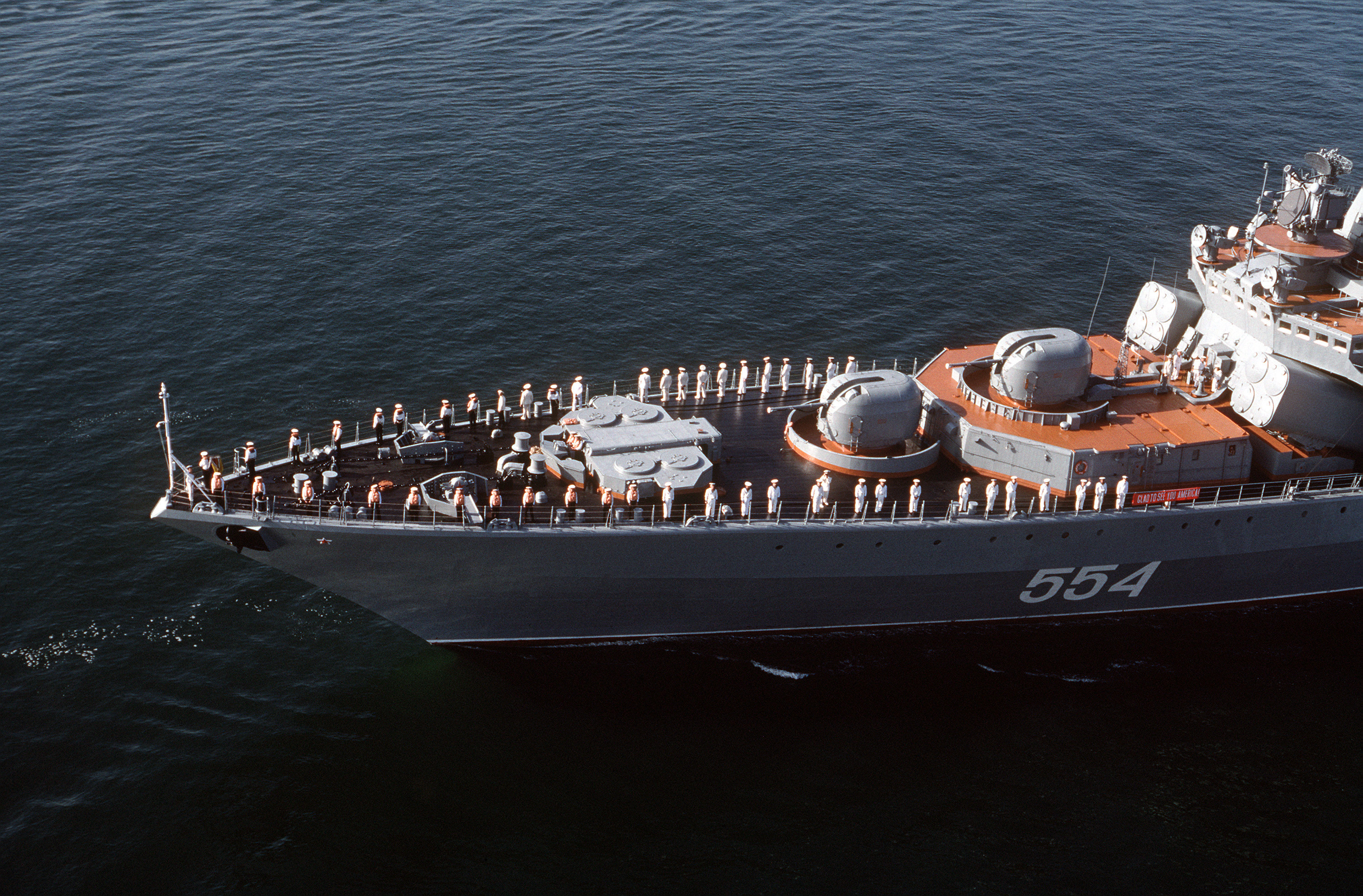
Пускова установка 3К95 «Кинджал» на великому протичовновому кораблі Адмірал Виноградов проекту 1155

Морська версія комплексу «Тор» з ракетою 9М330-2 (по класифікації НАТО — SA-N-9).

### «Тор-М1» (9К331)

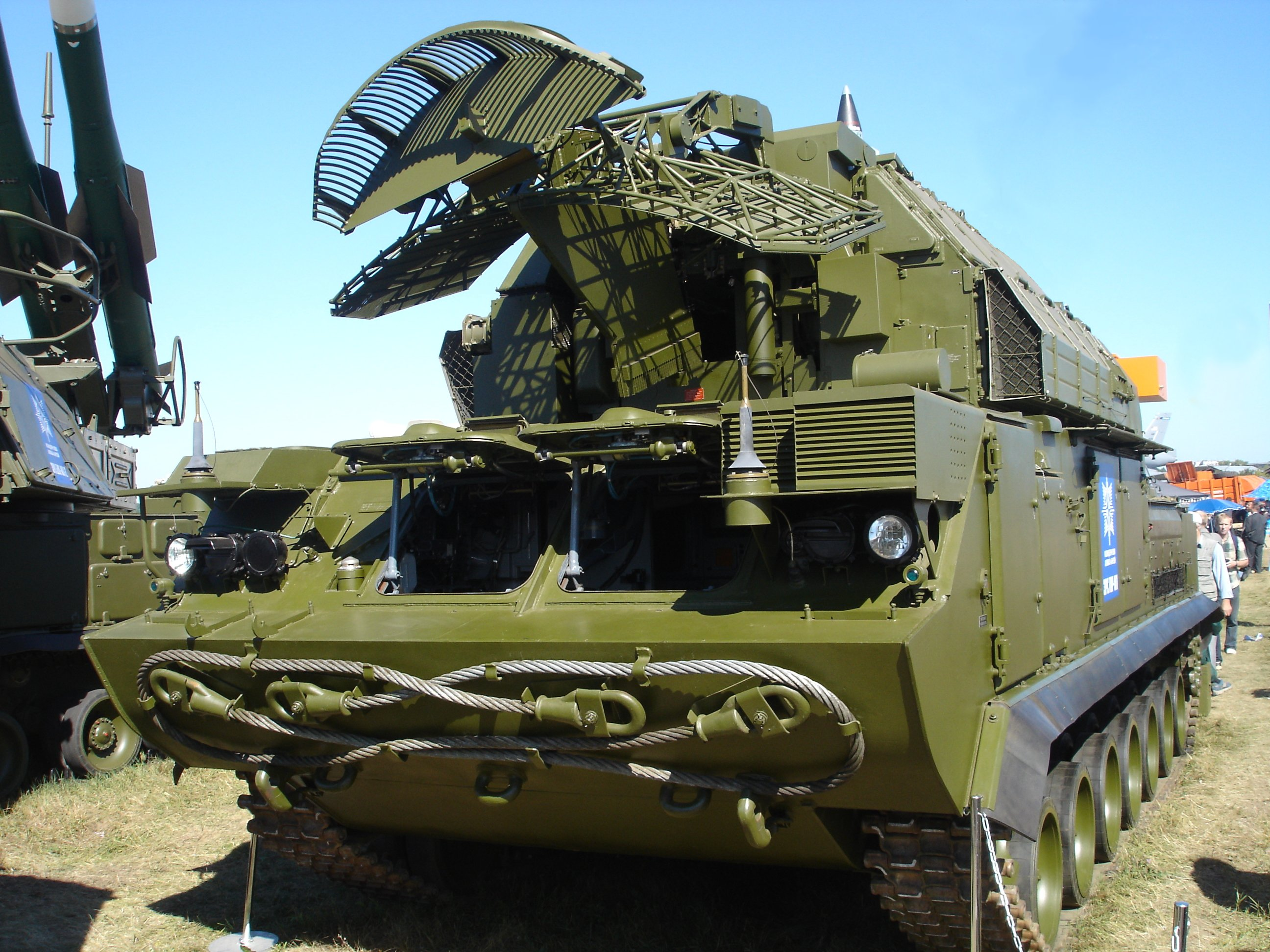
Бойова машина 9А331-1 на шасі виробництва Митищинського машинобудівного заводу.

Водночас з прийняттям на озброєння комплексу «Тор» були розпочаті роботи з його подальшої модернізації. Випробування нової модифікації з позначенням 9К331 були розпочаті в березні 1989 року і завершились в грудні того ж року. В 1991 році комплекс був прийнятий на озброєння. Результатом модернізації стало впровадження другого цільового каналу, в ракеті 9М331 використана ефективніша бойова частина, зона ураження цілей на невеликій висоті була збільшена, з'явилась можливість роботи з уніфікованим батарейним командним пунктом 9С737 «Ранжир». Ймовірність ураження однією ракетою цілі типу F-15 дорівнює від 26 до 75 %, ймовірність ураження крилатих ракет ALCM від 45 % до 99 %, гелікоптери «Х'юКобра» можуть бути збиті з ймовірністю від 50 до 98 %. Зона ураження у двоканальному режимі залишилась на рівні ЗРК «Тор» за рахунок зменшення часу реакції до 7,4 с під час стрільби на позиції і до 9,7 при короткій зупинці.
Істотних змін зазнала апаратура бойової машини. Обслуга машини була зменшена до трьох чоловіків (командир, оператор, механік-водій). Для запровадження другого цільового каналу встановлена двопроцесорна обчислювальна система з підвищеною швидкодією і розширеним функційним контролем. Станція виявлення має 3-канальну цифрову систему обробки сигналів для ефективнішого захисту від перешкод. Для захисту від хибних міток впроваджений спеціальний алгоритм. Використаний новий підсилювач, що забезпечує вищу чутливість. Кількість цілей, які система здатна виявити і розпізнати, збільшено до 48. Для підвищення точності супроводу цілі станції наведення в телевізійно-оптичному візирі за кутом місця доданий автомат супроводу цілі. Для сполучення з УБКП 9С737 «Ранжир» встановлені додаткові радіостанції і апаратура передачі даних.
Нові ракети 9М331 здатні витримувати перевантаження до 30g і вражати цілі, що маневрують з перевантаженнями до 12g. Ракети розміщені в 4-місних транспортно-пускових контейнерах 9Я281 замість пускової установки. ТПК вироблені зі сплавів алюмінію. Маса ТПК з ЗКР і катапультними установками дорівнює 936 кг. Транспортно-пускові контейнери можуть бути з'єднані в пакети і перевозитись із допомогою транспортної машини 9Т244.
На базі бойової машини 9А331 була створена бойова машина 9А331-1, в якій базове шасі ГМ-335 було замінено на шасі ГМ-5955, виробництва Митищинського машинобудівного заводу.

### «Тор-М1ТА»
Модифікація комплексу 9К331 з розміщенням на колісній базі. Апаратна кабіна розташована на автомобілі Урал-5323, антенно-пусковий пост розташований на напівпричепі ЧМЗАП 8335.

### «Тор-М1Б»
Буксована модифікація комплексу 9К331. Все обладнання розташоване на колісних напівпричепах.

### «Тор-М1ТС»
Стаціонарний варіант комплексу 9К331.

### «Тор-М1-2У»
Модернізований комплекс «Тор-М1-2У» призначений для заміни комплексів «Оса», «Тор» і «Тор-М1». Перша партія комплексів надійшла до Південного військового округу РФ в листопаді 2012 року. В грудні 2012 року з ВАТ «Іжевський електромеханічний завод „Купол“» був укладений новий контракт на суму 5,7 млрд руб.[джерело?].

### «Тор-М2» (9К332)

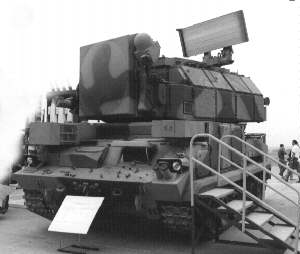
Тор-М2 (9К332) — видна нова антена пошуковика
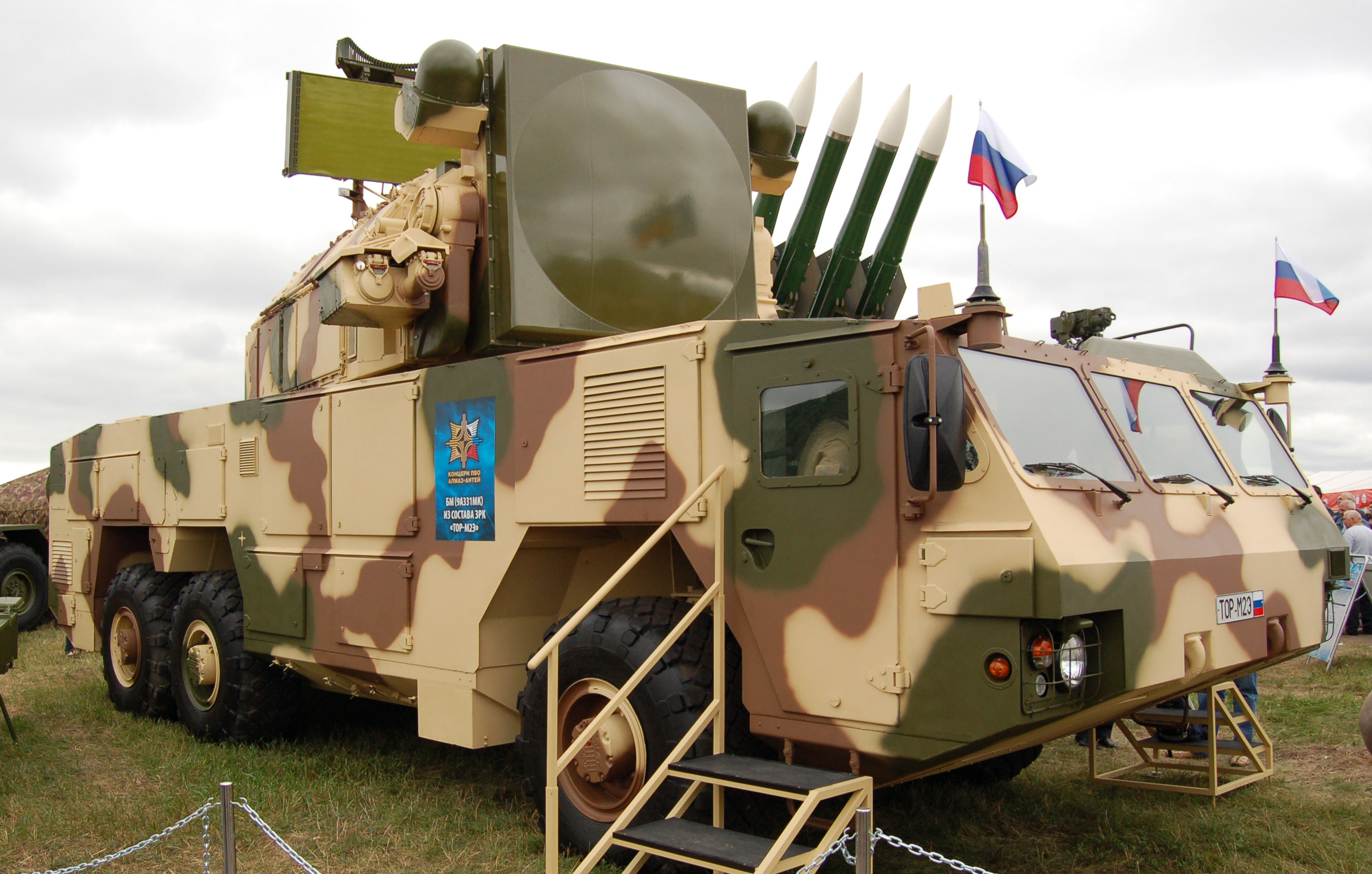
ЗРК Тор-М2К (9К332МК) на МАКС-2009, нове шасі
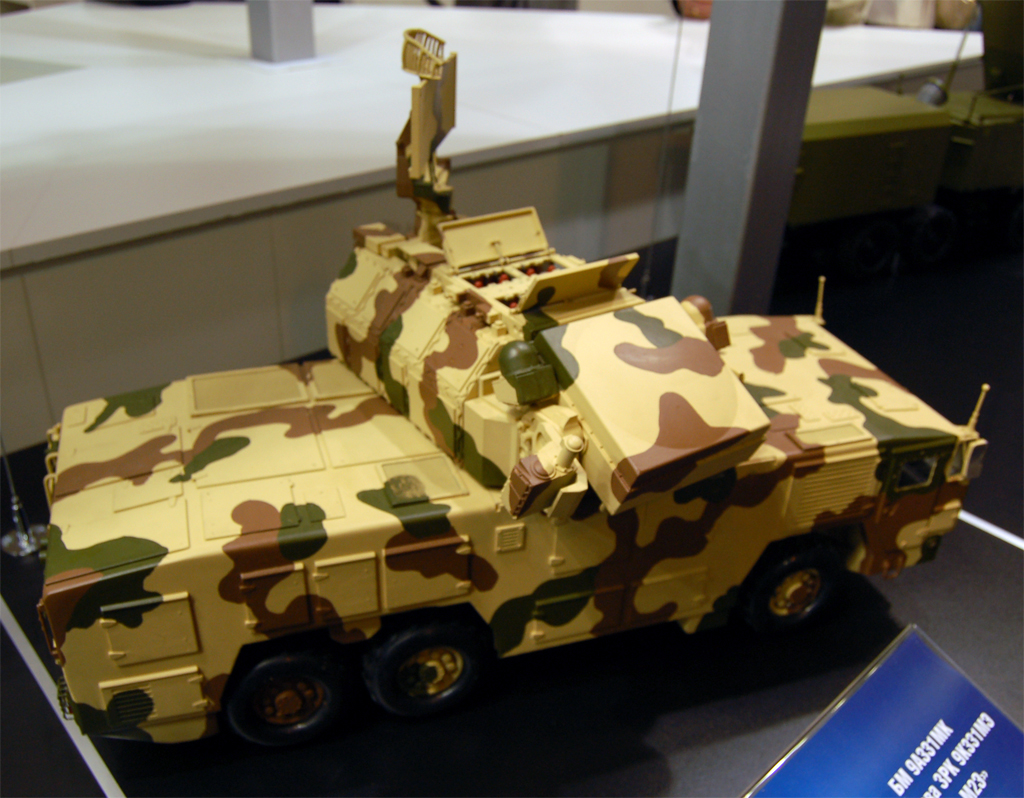
Макет ЗРК Тор-М2К на МАКС-2009, добре видно нові відкриті ракетні шахти

«Тор-М2». Головною відмінністю комплексу є можливість вести вогонь на ходу без зупинок, — забезпечувати захист техніки на марші. Також, збільшений боєкомплект у нового комплексу вдвічі (до 16 ракет), а ракети 9М338 мають розширену зону ураження і підвищену точність стрільби.
«Тор-М2Э» (9К332МЭ) — зенітний ракетний комплекс з бойовою машиною на гусеничному шасі. До складу бойових засобів комплексу входять: бойова машина 9А331МЭ, зенітний ракетний модуль 9М334 з чотирма зенітними керованими ракетами 9М9331.
«Тор-М2К» (9К332МК) — зенітний ракетний комплекс з бойовою машиною на колісному шасі. Шасі створене білоруським підприємством «Мінський завод колісних тягачів». До складу бойових засобів комплексу входять: бойова машина 9А331МК, зенітний ракетний модуль 9М334 з чотирма зенітними керованими ракетами 9М9331.
ТТХ
- Зона ураження
  - за відстанню: від 1 до 15 км
  - за висотою: від 0,01 до 10 км
  - за курсовим параметром: 8 км
- Час реакції, с: 4,8
- Максимальна швидкість цілей, що вражаються: 700 м/с
- Кількість водночас обстрілюваних цілей: 4
- Максимальне перевантаження ракети: 30 g
- Швидкість польоту ЗКР: 700…800 м/с
- Мінімальна ЕПР цілі: 0,05 м²
- Система наведення: вадозахищена радіокомандна
- Кількість цільових каналів: 4 канали
- Кількість ЗКР на бойовій машині: 8 ракет
- Рік розробки: 2008
- Обслуга: 3 особи
- Запас ходу: 500 км

«Тор-М2КМ» (9К331МКМ) — створений у вигляді модулів, для розміщення на різних видах шасі (або на палубах кораблів або стаціонарних майданчиках). Є модифікацією «Тор-М2Э». До складу бойових засобів комплексу входять: автономний бойовий модуль 9А331МК-1 і зенітний ракетний модуль 9М334 з чотирма зенітними керованими ракетами 9М9331. На МАКС-2013 був представлений на шасі індійської машини TATA.

## Інциденти
17 серпня 2010 року іранські засоби ППО збили в районі Бушерської АЕС винищувач іранських ВПС F-4 «Phantom».

### Збиття українського Boeing 737-8KV МАУ в Ірані

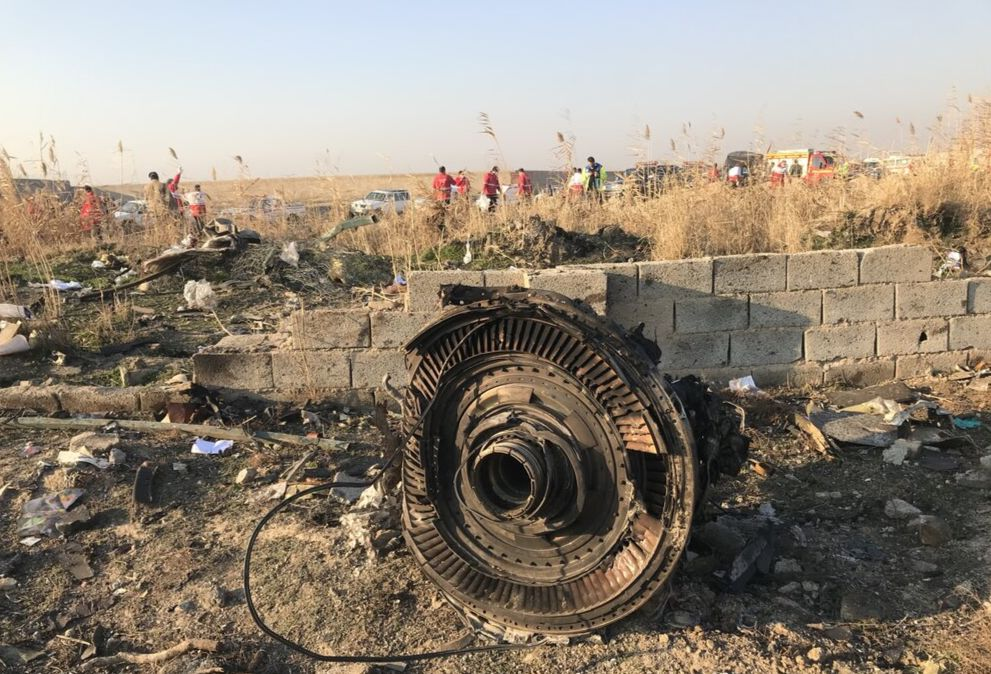
Уламок двигуна збитого Boeing 737 під Тегераном.

Рано вранці в середу 8 січня 2020 року авіалайнер Boeing 737-8KV авіакомпанії «Міжнародні авіалінії України» (МАУ) виконував міжнародний рейс PS752 за маршрутом Тегеран — Київ і був збитий ракетою Тор-М1. При цьому загинули всі, хто знаходився на його борту 176 осіб — 167 пасажирів і 9 членів екіпажу, в тому числі громадяни України (9 членів екіпажу та два пасажири), а також громадяни Ірану (82 особи), Канади (63 особи), 10 громадян Швеції, 4 громадянина Афганістану, троє громадян Німеччини та троє громадян Великої Британії.

## Бойове застосування

### Російсько-грузинська війна
На прес-конференції з приводу Російської збройної агресії проти Грузії, представник міністерства оборони Росії Анатолій Ноговіцин припустив, що Грузією був застосований комплекс «Тор» проти російських літаків. Начебто саме комплексом «Тор» був збитий Ту-22МР, що виконував розвідувальний політ. Проте, з інших джерел, збиття цього літака приписують комплексу Бук-М1, який Грузія отримала від України в 2007 році. Якщо буде підтверджене враження літака з комплексу «Тор», це стане першим випадком його бойового застосування.

### Російсько-українська війна
Збройні Сили України мали на озброєнні системи 9К330, але в 2001 році через брак запасних частин та інші проблеми з підтриманням систем в працездатному стані, вони були зняті з озброєння та передані на бази зберігання. Інформація про зняття ЗРК «Тор» зі зберігання у відкритих джерелах відсутня. Тому зафіксовані випадки застосування ЗРК «Тор» на території України можуть свідчити про залучення військових збройних сил Російської Федерації до війни, адже для роботи з цим ЗРК необхідна ретельна підготовка.
Перше відео ЗРК «Тор» на сході України було знято 2 вересня 2014 року з тролейбуса, що рухався до Краснодона (Луганська область). Друге відео було зняте 5 вересня 2014 року, але оприлюднене лише 12 квітня 2015 року. На ньому зафіксована ЗРК «Тор-М1» в Краснодоні.
Також були оприлюднені відео та фото залишків ракет 9М330 та 9М331 (особливо блок передніх рулів).
В січні 2015 року установка Тор, ймовірно 9К332 «Тор-М2» була помічена випадковими свідками в захопленому російськими терористами Шахтарську.
Вже в жовтні 2015 року було зафіксоване застосування ЗРК «Тор» в окупованому російськими терористами Донецьку. 5 жовтня, близько 20:35, мешканці окупованого Донецьку були стурбовані вибухом, внаслідок якого спрацювала сигналізація автомобілів. За повідомленнями мешканців, всього було зафіксовано близько трьох потужних вибухів.
За повідомленнями бойовиків, начебто із застосуванням ППО представники російських окупаційних сил збили БПЛА ЗСУ. При цьому, доказів збитого літального апарата не було надано, проте, були показані фото решток ракет, які впали в Куйбишевському районі міста.
Проведена командою ІнформНапалм експертиза встановила, що на фотографіях зафіксовано рештки ракет від ЗРК «Тор».
З початком Російсько-української війни Україні довелось знімати з консервації численні зразки техніки. В серпні 2017 року 1 машина була показана на виставці «Міць нескорених». 24 серпня 2017 року БПЛА ОБСЄ СММ середнього радіуса дії зафіксував 5 зенітних ракетних комплексів, серед них: два 9К330 «Тор» і три 9К33 «Оса» біля с. Касянівка (81 км на південь від Донецька) і 1 зенітний ракетний комплекс 9К35 «Стріла-10» поблизу Кременівки. (Це перший випадок, коли Місія повідомила про наявність зенітних ракетних комплексів «Тор»).

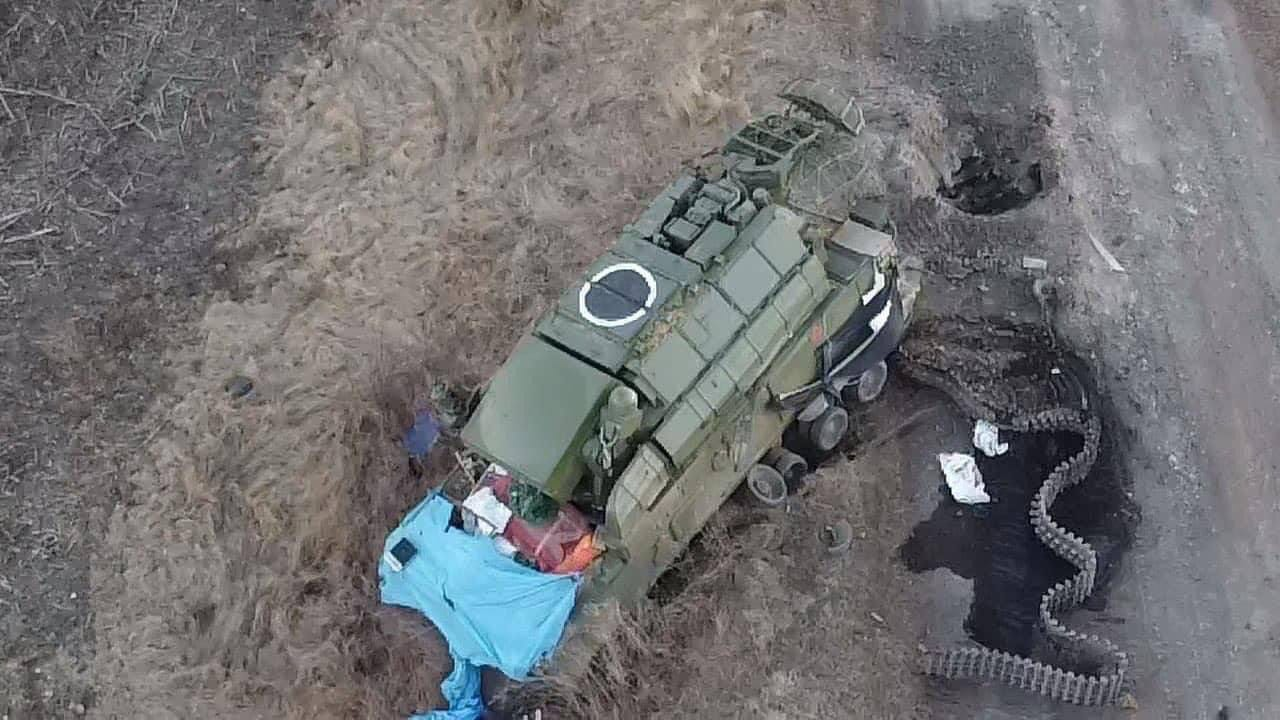
Російський «Тор-М1» після підриву на міні, березень 2022 року

6 травня 2022 року ОК «Південь» оприлюднило відео з Bayraktar TB2 повітряних ударів та знищення ЗРК «Тор» на тимчасово окупованому острові Зміїний.
Наступного дня ОК «Південь» поширило відео удару з БПЛА Bayraktar TB2 по російському десантному катеру проєкту 11770 «Серна» на якому знаходився ЗРК «Тор» у робочому стані. Катер перебував біля причальної стінки острова Зміїний.
На супутникових знімках початку червня 2022 року, зокрема, за 10 червня, ЗРК «Тор» був помічений як на самому острові, так і на палубі російського десантного катеру проєкту 21820 «Дюгонь». Імовірно, росіяни таким чином вирішили іще більше підсилити протиповітряну оборону острова, оскільки катер може доволі швидко рухатись й таким чином встановлений на палубі ЗРК не є статичною ціллю, вразливою для далекобійної реактивної артилерії (наприклад, БМ-30 «Смерч» або HIMARS).
Перед тим було помічено російський корвет проєкту 22160 «Василь Биков» з встановленим ЗРК «Тор» на вертолітному майданчику. На думку українського військового капітана у відставці Андрія Риженка, таким чином росіяни намагаються вберегти свої кораблі від ударів з БПЛА або ж протикорабельних ракет.
Проте, наявність ЗРК «Тор» на палубі буксиру «Василий Бех» не завадило українським військовим уразити його двома протикорабельними ракетами (імовірно, «Гарпун»).
16 травня 2022 року російський ЗРК «Тор» знищений одним із підрозділів ОТУ «Північ» в районі Попасної Донецької області[джерело?].
В результаті наступу на початку вересня 2022 року в районі Ізюма на Харківщині, українська армія поповнилася сотнями одиниць трофейної російської техніки. Зокрема, під Балаклеєю українські бійці захопили зенітно-ракетний комплекс «Тор-М1».
На початку лютого 2023 року українські військові високоточними артилерійськими ударами (імовірно, із застосуванням снарядів M982 Excalibur) протягом кількох днів знищили дві установки «Тор-М2ДТ» призначені для застосування в умовах арктичного клімату. В другому випадку комплекс працював у бойовому режимі та всеодно не «помітив» БПЛА, яким українські військові коригували вогонь.
На початку березня 2023 року Служба безпеки України оприлюднила відео знищення операторами підрозділу спеціального призначення російських зенітних ракетних комплексів «Тор-М2» та пускової установки системи С-300ВМ із використанням дронів-камікадзе.
У листопаді 2024 року 412 окремий полк безпілотних систем «NEMESIS» (412 ОП БпС) дронами-бомберами уразили ЗРК «Тор-М2» на Донецькому напрямку . І вже 5 грудня знову уразили бойову машину 9А331М2 ЗРК «Тор-М2» у Запорізькій області.
7 грудня 412 окремий полк безпілотних систем «NEMESIS» у взаємодії з 14-м окремим полком безпілотних авіаційних комплексів знищив ще одну установку ЗРК «Тор-М2» на Запоріжжі. 

### Громадянська війна в Сирії
За даними Головного управління розвідки МО України, станом на жовтень 2015 року основною метою дій російської сторони є розгортання зональної системи ППО на підконтрольних урядовим військам районах та створення сприятливих умов для проведення ЗС Сирії наступальних операцій з провінцій Латакія та Хама у напрямку м. Алеппо. Заради цього, в тому числі, у західній частині Сирії — на авіабазі «Хмеймім» (провінція Латакія) було розгорнуто російські зенітні ракетні комплекси малої та середньої дальності дії («Панцир-С1», «Тор-М2» і «Бук-М2») та розміщено багатоцільові винищувачі Су-30СМ. Крім того, на території авіабази «Хмеймім» розгорнуто комплекси РЕБ «Красуха-4». Також контроль за повітряним простором над акваторією морського узбережжя Сирії — забезпечував ракетний крейсер «Москва», оснащений зенітною ракетною системою дальньої дії С-300Ф (зона ураження — до 150 км).

### Друга Карабаська війна
Збройні сили Вірменії почали отримувати зенітні ракетні комплекси «Тор-М2КМ» у грудні 2019 року.
9 листопада 2020 року міністерство оборони Азербайджану поширило відео знищення вірменського ЗРК «Тор-М2КМ», 2019-го року виготовлення, у населеному пункті Ходжавенд, за допомогою безпілотного авіаційного комплексу (БпАК). Безпілотний літальний апарат здійснив виявлення комплексу, супровід та цілевказання для керованого озброєння застосованого ЗС Азербайджану. Вірменія втратила чотири із шести розміщених у Карабаху російських ЗРК «Тор-М2КМ».

## Оператори

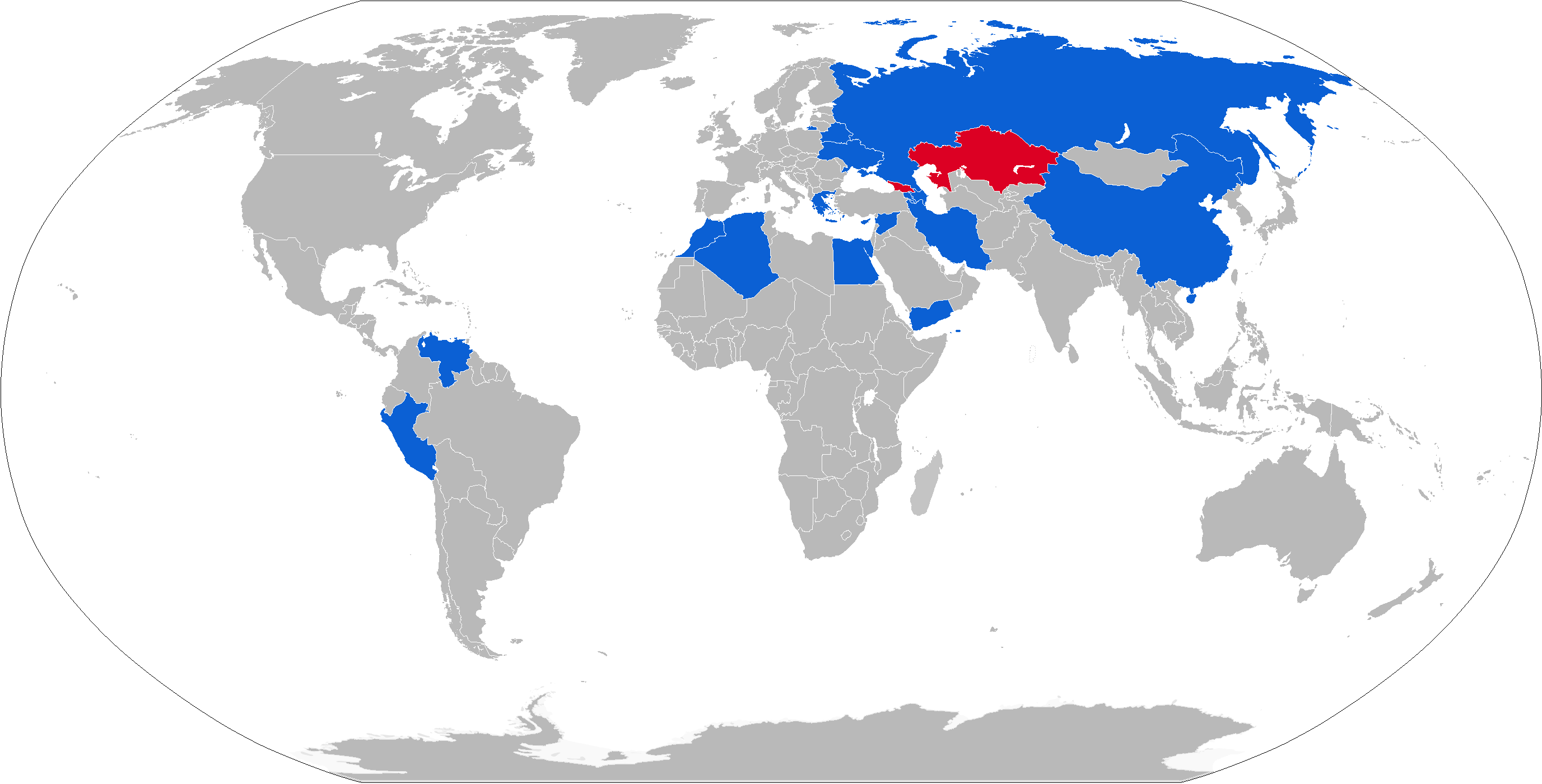
Карта операторів цього ЗРК. Синім позначені нинішні оператори, червоним колишні оператори.

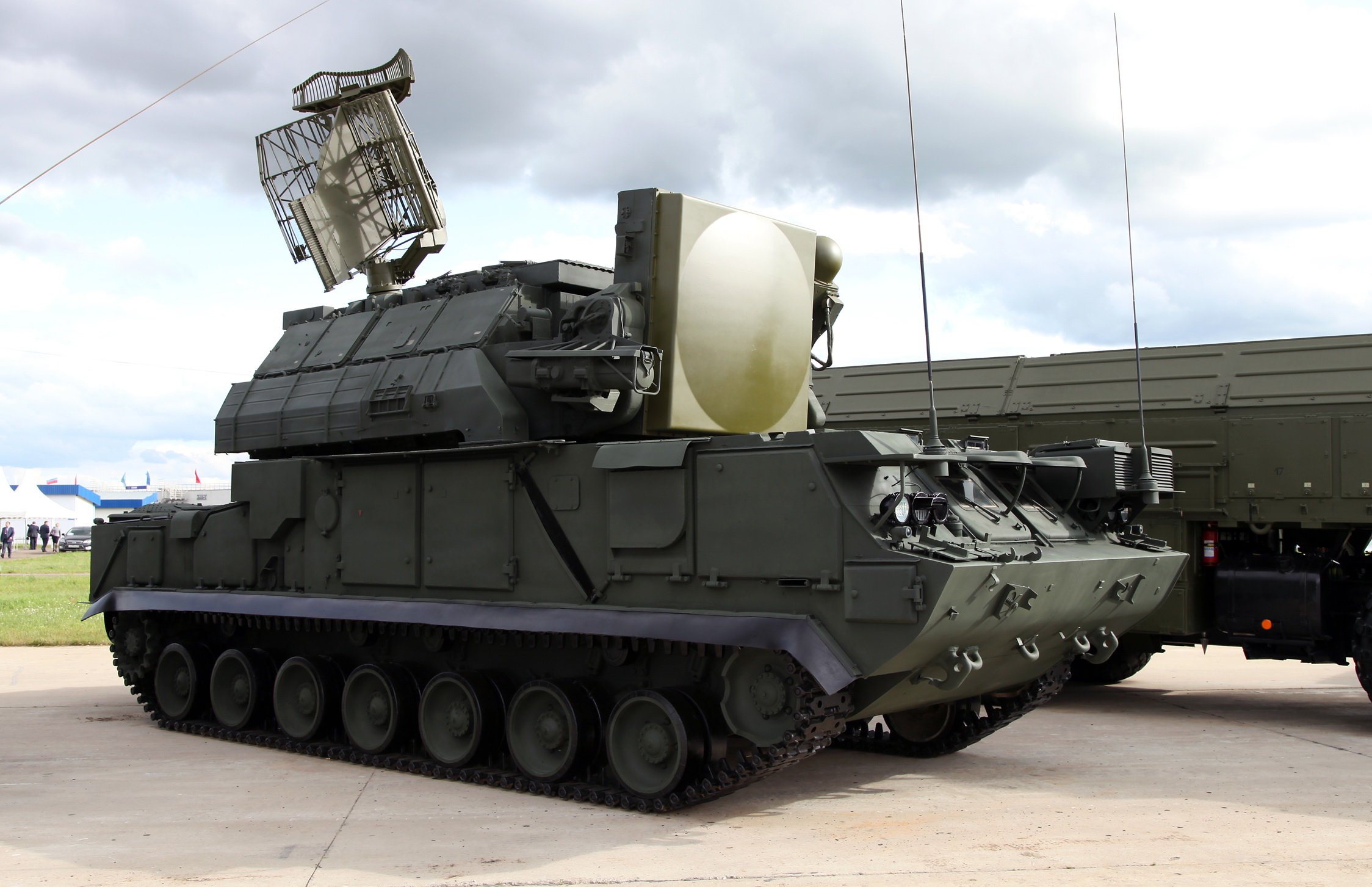
Бойова машина 9А331 ЗРК Тор-М1

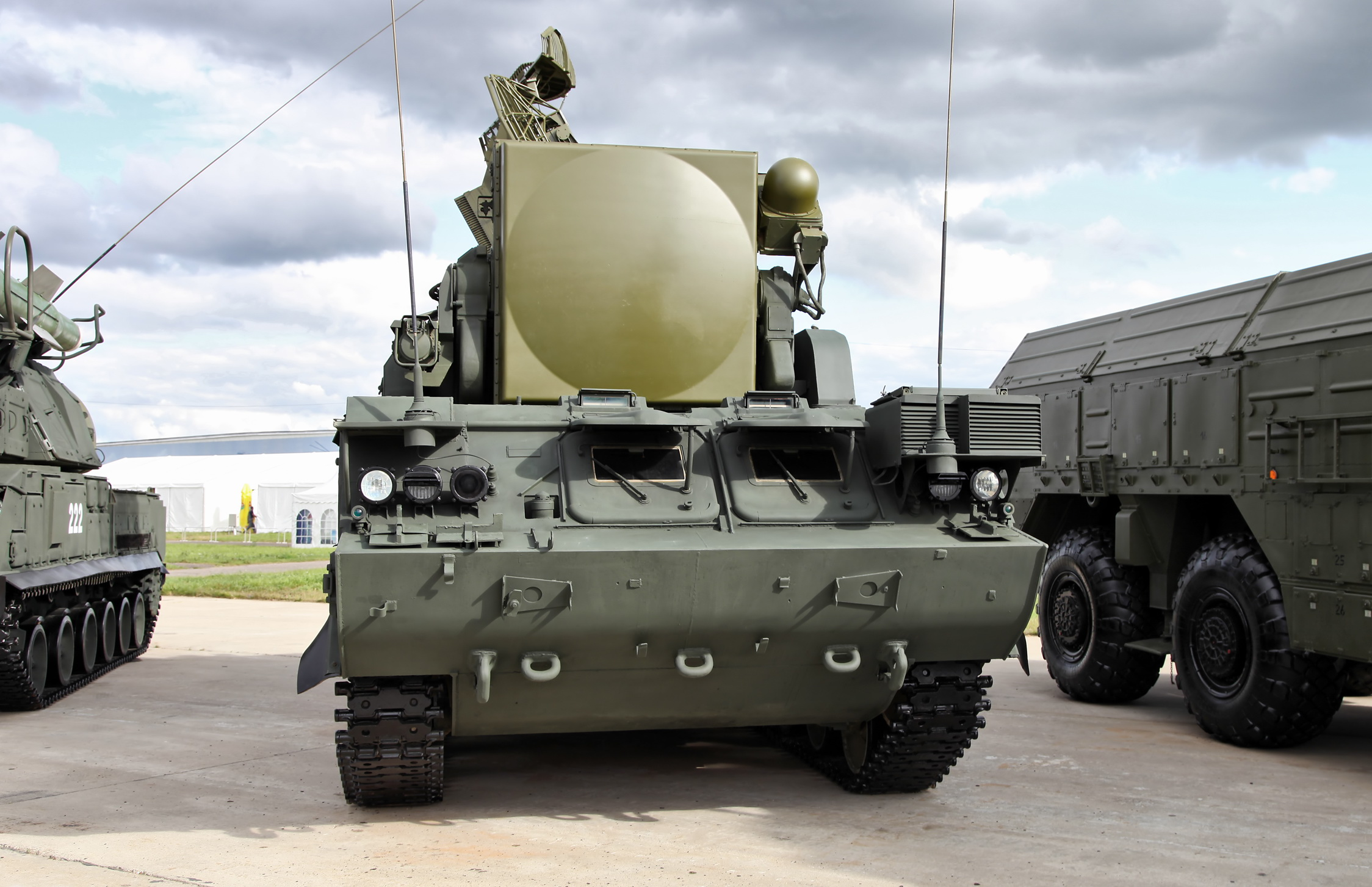

### Нинішні
- Алжир — доставлені у 2018 році.
- Азербайджан — 2 батареї «Тор-М2Э», станом на 2013 рік
- Білорусь — 12 комплексів «Тор-М2Э», станом на 2013 рік
- Венесуела
  - Сухопутні війська Венесуели — 8 комплексів 9К331 «Тор-М1», станом на 2012 рік. Додатково замовлено іще 18 комплексів
  - Війська ППО Венесуели — 4 комплекси 9К331 «Тор-М1», станом на 2012 рік. Додатково замовлено іще 8 комплексів.
- Вірменія — невідома кількість станом на 2019 рік.
- Греція
  - Сухопутні війська Греції — 21 комплекс 9К331 «Тор-М1», станом на 2013 рік
  - Війська ППО Греції — 4 комплекси 9К331 «Тор-М1», станом на 2013 рік
- Єгипет — 8 комплексів 9К331 «Тор-М1» поставлені в період з 2005 по 2011 роки.
- Ємен — 12 комплексів станом на 2012 рік.
- Іран — 29 комплексів 9К331 «Тор-М1», станом на 2013 рік.
- КНР — 60 комплексів 9К331 «Тор-М1», станом на 2013 рік
- Кіпр — 6 комплексів 9К331 «Тор-М1», станом на 2013 рік. Греція передала Кіпру Тор-М1 в обмін на розміщення на грецькому острові Крит кіпріотських ЗРК С-300ПМУ1
- Перу — деяка кількість.
- Марокко — деяка кількість.
- Росія — понад 120 комплексів 9К330 і 9К331, станом на 2013 рік.
- Сирія — деяка кількість.
- Україна — 6 комплексів 9К330 «Тор-М» на озброєні Сухопутних військ, станом на 2021 рік[32].

### Колишні
- Грузія
- Казахстан
- СРСР

### Україна

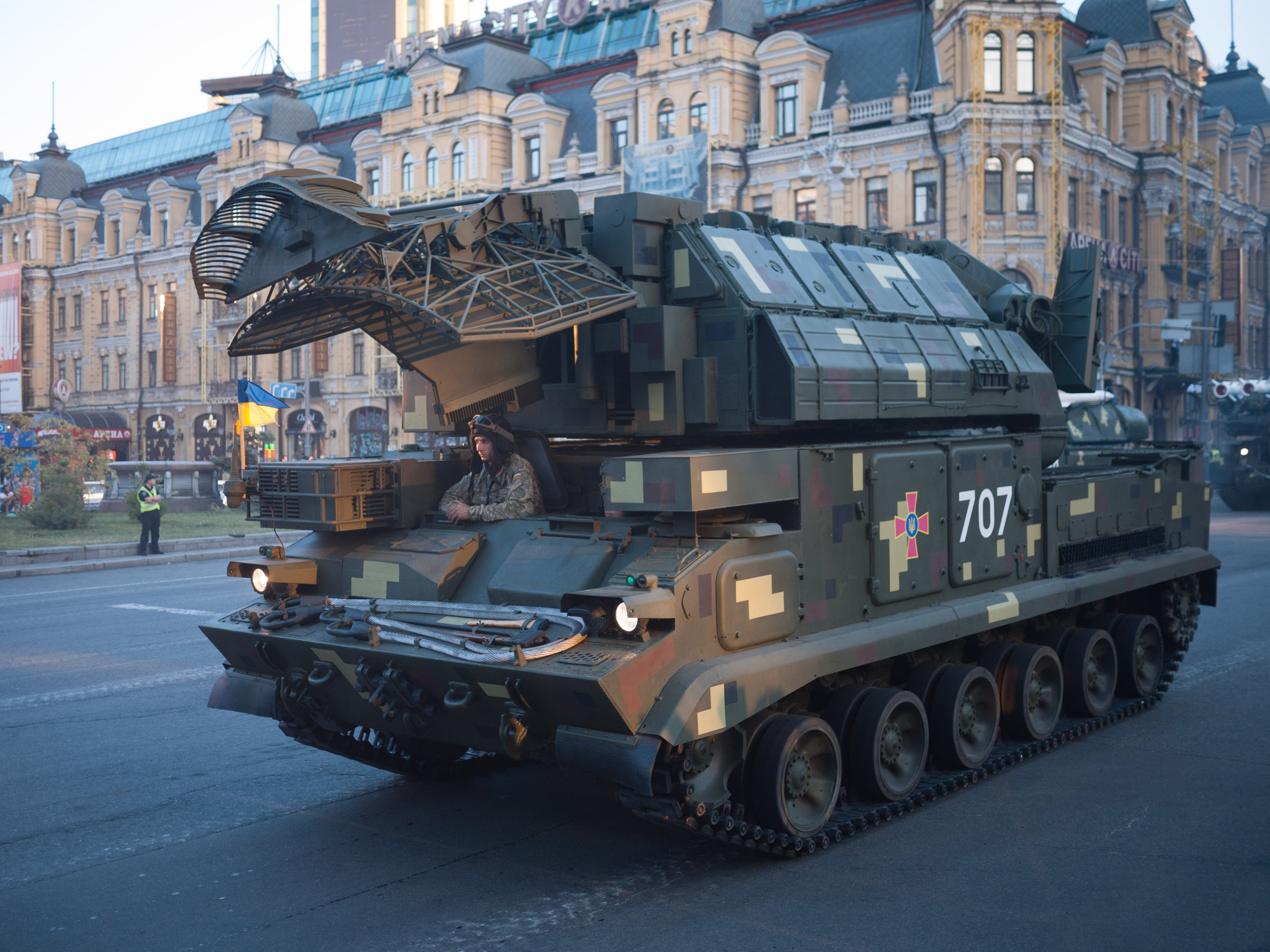
ЗРК «Тор», Київ 2018.

ЗРК «Тор» перебували на озброєні українських військових, але через низку причин були виведені на консервацію. З початком Російсько-української війни Україні довелось знімати з консервації численні зразки техніки. В серпні 2017 року 1 машина була показана на виставці «Міць нескорених». 24 серпня 2017 року БПЛА ОБСЄ СММ середнього радіуса дії зафіксував 5 зенітних ракетних комплексів, серед них: два 9К330 «Тор» і три 9К33 «Оса» біля с. Касянівка (81 км на південь від Донецька) і 1 зенітний ракетний комплекс 9К35 «Стріла-10» поблизу Кременівки. (Це перший випадок, коли Місія повідомляє про наявність зенітних ракетних комплексів «Тор»). На кінець зими 2017 року 100 одиниць.
В травні 2018 року військовий експерт Сергій Згурець оприлюднив плани Міністерства оборони України відновити шість типів зенітних ракетних комплексів і систем та повернути їх на озброєння. Це три ЗРК малої дальності — самохідні 2К12 «Куб» і 9К330 «Тор» і поки транспортований С-125. Два середньої дальності — С-300ПТ (транспортований, близький родич «штатного» самохідного С-300ПС) і мобільна універсальна система протиракетної і протилітакової оборони, створена для прикриття маневрених бойових дій своїх військ С-300В1 (SA-12 Gladiator). І, нарешті, «далекобійна» С-200В.
Восени 2018 року було заплановано здійснити випробувальні пуски з відновлених ЗРК «Тор». Також будуть перевірені відновлені «Куб», С-125, С-300В1 та С-300ПТ. Проте підготувати для випробувань відновлені С-200 іще забракло часу. Всього може бути повернуто на службу один полк ЗРК «Тор».
21 лютого 2019 року стало відомо, що випробування практичними стрільбами на Державному випробувальному полігоні «Ягорлик» у Херсонській області ЗРК «Тор» та «Куб» вже добігає кінця. На модернізованих зенітно-ракетних комплексах замінено аналогові системи на цифрові, що значно підвищує ефективність та термін роботи ЗРК.
Роботи з модернізації ЗРК «Тор» та «Куб» проводило українське підприємство НПП «Аеротехніка». Модернізовані комплекси мають поліпшені технічні характеристики та розширені функціональні можливості ЗРК за рахунок реалізації нових алгоритмів обробки та відображення інформації про пристрої, що використовують цифрову обробку сигналів на сучасній елементній базі.